# Forsthaus Zieglerfeld
Forsthaus Zieglerfeld ist ein Gemeindeteil der Gemeinde Aura im Sinngrund im unterfränkischen Landkreis Main-Spessart in Bayern. Forsthaus Zieglerfeld liegt in der Gemarkung Aura im Sinngrund.

## Geographische Lage
Die Einöde liegt am Auragrund, einem rechten Zufluss der Jossa im gleichnamigen Tal inmitten der Staatsforst Burgjoß. Die Staatsstraße 2303/L 2303 führt nach Aura im Sinngrund (2,5 km südöstlich) bzw. nach Burgjoß (4,5 km südwestlich).

## Geschichte
Forsthaus Zieglerfeld wurde auf dem Gemeindegebiet von Aura gegründet. Auf einem Positionsblatt von 1905 wurde es erstmals verzeichnet.